# Le Serpent du Nil
Pour plus de détails, voir Fiche technique et Distribution.
Le Serpent du Nil (titre original : Serpent of the Nile) est un film américain réalisé par William Castle, sorti en 1953.
Le film s'ouvre en 44 av. J.-C., juste après l'assassinat de Jules César et raconte l'histoire de la reine d'Égypte Cléopâtre et de sa relation avec le général romain Marc Antoine jusqu'à leur suicide mutuel en moins 30.

## Synopsis
Lucilius, ayant précédemment accompagné Jules César en Égypte et ayant été témoin de la romance entre lui et Cléopâtre, estime que cette dernière est une femme hautement qualifiée pour inciter les hommes à promouvoir ses propres desseins. Il estime en outre que dans ce cas précis, elle souhaite se lier à Marc Antoine en vue de devenir reine de Rome et de faire de son fils, issu de la liaison avec César, le futur souverain de l'Empire romain. En attendant, comme Lucilius en prend conscience, Cléopâtre séduit Antoine avec des spectacles et des festins, étalant tout le luxe de a cour tandis que la vaste population égyptienne souffre de la faim et de  la pauvreté. 
Lorsque Lucilius révèle ses inquiétudes à Cléopâtre, elle tente en vain de le séduire, afin de le gagner à ses côtés. Cléopâtre persuade plus tard Antoine que toute cette désaffection envers le peuple est l'œuvre de sa demi-sœur cadette, Arsinoé. Lucilius est alors envoyé dans une expédition contre elle dans laquelle elle est tuée mais il revient de ce voyage blessé par les propres soldats de Cléopâtre. Devenu méfiant à son égard, il est retrouve confiné dans ses appartements en tant que prisonnier honoré, tandis qu'Antoine continue à avoir son jugement assombri par des festins et des beuveries constants. Mais Antoine se rend vaguement compte qu'il a failli à ses devoirs envers Rome, plus particulièrement dans son rôle de membre du triumvirat au pouvoir et que Cléopâtre envisage de l'utiliser pour conquérir Rome pour se faire roi et elle-même reine avec son propre fils. 
Marc Antoine loin d'être un idiot sais pertinemment que les Romains n'accepteront jamais le retour d'un souverain absolu. Il permet ainsi à Lucilius de s'échapper avec l'ordre secret de retourner à Rome pour avertir Octave de ce qui se passe en Égypte. Bientôt, Octave, désormais averti des manigances de Cléopâtre, amène des légions romaines en Égypte pour tuer dans l'œuf les projets de la Reine d'Égypte. Refusant de faire combattre des soldats romains entre eux, Antoine, frappé de remords pour s'être laissé utiliser par une femme aussi belle que cruelle reste dans le palais de Cléopâtre et finit par se poignarder. Au moment où Octave se rapproche du palais, Lucilius en profite pour franchir les portes, à temps pour amener un Antoine agonisant dans la chambre de Cléopâtre, où cette dernière désespérée de la frustration totale de ses ambitions, utilise un serpent pour se suicider, montrant ainsi à tous comment meurt une reine d'Égypte.

## Fiche technique
- Titre : Le Serpent du Nil
- Titre original : Serpent of the Nile
- Réalisation : William Castle
- Scénario et histoire : Robert E. Kent
- Photographie : Henry Freulich
- Montage : Gene Havlick
- Musique : Mischa Bakaleinikoff (non crédité)
- Direction artistique : Paul Palmentola
- Décors : Sidney Clifford
- Costumes : Jean-Louis Berthault
- Producteur : Sam Katzman
- Société de production : Sam Katzman Productions
- Société de distribution : Columbia Pictures
- Pays d'origine :  États-Unis
- Langue : Anglais
- Format : Couleur (Technicolor) - 35 mm - 1,37:1 - Son : Mono (Western Electric Recording)
- Genre : Film d'aventures, Film historique, Film biographique
- Durée : 81 minutes
- Date de sortie :
  - États-Unis : 8 mai 1953

## Distribution
- Rhonda Fleming  (VF : Monique Melinand) : Cléopâtre
- William Lundigan  (VF : Yves Furet) : Lucilius
- Raymond Burr (VF : Roland Ménard) : Marc Antoine
- Jean Byron  (VF : Colette Adam) : Charmian
- Michael Ansara  (VF : Claude Bertrand) : Captain Florus
- Michael Fox  (VF : Jean-Henri Chambois) : Octave
- Conrad Wolfe : Elderly Assassin
- John Crawford  (VF : Rene Arrieu) : Capitain Domitius
- Jane Easton : Cytheris
- Robert Griffin  (VF : Richard Francoeur) : Brutus
- Frederic Berest : Marculius
- Julie Newmar : The Gilded Girl